# Семья Кириази
Семья Кириази (алб. Familja Qiriazi) — известная албанская семья из города Битола (сегодня — на территории Республики Македония). Члены этой семьи были педагогами, издателями и общественными деятелями периода албанского национального пробуждения. Четыре члена семьи Кириази были одними из первых протестантов в Албании и сегодняшнем Косово.

## Члены семьи
Герасим Кириази (1858—1894) посещал греческую школу в родном городе Монастир, а также — при содействии своего преподавателя английского языка, американского миссионера Дженни — учился в Американском библейском колледже в Самокове (Болгария). После четырех лет обучения в Колледже ему предложили работу в Британском и зарубежном Библейском обществе (British and Foreign Bible Society). Он принял данное предложение и начал работать в Корче в 1883 году. Он также начал создавать албанскую грамматику и, по некоторым сведениям, проповедовал на албанском языке. 12 ноября 1884 года, путешествуя по горам к юго-западу от Охридского озера, он подвергся нападению местных бандитов и в течение полугода удерживался в качестве заложника для получения выкупа. Позже рассказ о его шестимесячном «испытании» был переведен на английский язык У. Бэйрдом из Монастира как «Захваченный Бригандами» (Captured by Brigands) и опубликован в Лондоне в 1902 году. Открытие первой официально признанной албанской школы в Корча в 1887 году побудило его и его сестер Севасти Кириази-Дако (1871—1949) и Парашхеви Кириази (1880—1970) попытаться открыть школу для девочек. При содействии Наим Фрашери и ряда американских и английских миссионеров, они получили соответствующие разрешения в Стамбуле — и 15 октября 1891 года открыли первую школу для албанских девочек в Корче. Следующим летом они перевели образовательное учреждение в более просторное здание, чтобы иметь место для большего количества учениц. Утверждается, что греческая православная епархия с самого начала была «фанатически против» школы и ситуация дошла до того, что церковные власти отказались похоронить сына одного из покровителей учебного заведения. 4 января 1894 года Герасим Кирьязи умер в возрасте 36 лет от плеврита, полученного им во время пленения. Он был автором стихов, песен, эскизов, диалогов и нескольких школьных учебников. Собрание его сочинений было опубликовано его младшим братом Герджем в сборнике «Христомати му катер пьезе» (Хрестоматития в четырех частях) в Софии в 1902 году.
Гердж Кириази (1868—1912) — известный зачастую по англоязычной версии своего имени как Джордж Кириас — посещал греческую школу в родном Монастире и тот же Американский библейский колледж в Самокове. Позже, как его брат Герасим, и был нанят Британским и зарубежным Библейским обществом — он возглавил школу для албанских девочек в Корче после смерти своего брата, в 1894 году. В 1908 году он стал делегатом на Конгрессе Монастира. Политический активист, Гердж Кириази был одним из основателей газеты на албанском языке «Башким и комбит» («Единство нации») в 1909 году. Помимо хрестоматии сочинений своего брата, он опубликовал в Софии в 1906 году сборник религиозных стихов под названием «Кэнкэ тэ шэнйтэруара» («Священные песни»).
Севасти Кириази (1871—1949) училась в престижном Колледже Роберта в столичном Стамбуле и играла активную роль в образовании женщин. Она стала первой албанской женщиной, учившейся в этом американском образовательном учреждении, из которого она выпустилась в июне 1891 года. Сразу же после возвращения в Албанию, она сыграла важную роль в создании школы для девочек в Корча. После Первой мировой войны эта школа все еще была известна по фамилии основателей — как «школа Кириази». Существует мнение, что Севасти Кириази-Дако опубликовала грамматику для начальных школ (Монастир, 1912) и отредактировала ряд текстов по истории. Вместе со своим мужем, журналистом и писателем Кристо Анастасом Дако, и своей сестрой, Параскеви, позже она уехала в Румынию, а оттуда — иммигрировала в Соединенные Штаты, где начала сотрудничать с периодическим изданием «Утренняя звезда».
Параскеви Кириази (1880—1970) — также известна как Параскеви Д. Кириас — училась, также как и её сестра, в стамбульском Колледже Роберта, а затем вернулся в Албанию, чтобы преподавать. В 1909 году она опубликовала книгу для начальных школ; позднее она организовала несколько детских образовательных и вечерних школ в южной Албании, а также — помогла создать зачатки библиотечной системы в регионе. В Соединенных Штатах она помогла основать общество «Утренняя звезда» и опубликовала иллюстрированное периодическое издание с таким же названием, выходившее в Бостоне с 1917 по 1920 год. Параскеви также приняла участие в Парижской мирной конференции 1919 года — как представитель американской албанской общины.
Семья Кириази пользуется большим уважением среди албаноговорящего населения региона, а многие учреждения названы в честь её членов. 7 марта — официальный День учителя в Албании — учреждён именно в эту дату как память об открытии семьёй Кириази школы в 1891 году.